# Соларни једрењак
Соларни једрењак или соларно једро је облик погона свемирских летелица, где се користи притисак електромагнетног зрачења Сунца или ласера, за потисак јако танког огледала, до великих брзина. ИКАРОС је била прва свемирска летелица која је користила тај погон 2010. године.

## Основа погона
Постоје два извора Сунчевих сила. Први је притисак електромагнетног зрачења, а други Сунчев ветар. Притисак електромагнетског зрачења ствара много већи потисак. 1924. године руски инжењер Фридрих Зандер је открио да Сунчево светло ствара врло малу количину потиска, које би се могло искористити за свемирске летелице и могле летети без горива. Алберт Ајнштајн је тврдио, што су експерименти и потврдили, да фотони стварају импулс силе p = E/c, тако да сваки фотон којег нека површина упије или одбије с површине, врши мали притисак електромагнетног зрачења. У Земљиној орбити, тај притисак износи око 4,57x10-6 N/m², а ако је зрачење сасвим одбијено са површине, и двоструко већи је притисак. То је доказао руски физичар Петер Лебедев 1900. [4] и неки други научници, користећи Николсов радиометер.
Сунчев ветар и геомагнетске олује, могу индуковати електричну струју у далеководима и стварају реп комете супротно од Сунца те је његов притисак на Земљину атмосферу око 3,4×10-9 N/m², што је доста мање од притиска електромагнетског зрачења. Ипак, Сунчев ветар превладава код неких појава, јер је попречни пријерез тока ветра пуно већи од величине фотона.
Иако су оба притиска веома мала, делујући на велике Сунчеве једрилице, у почетку стварају мало убрзања, али након дужег времена, брзина кретања би била значајна. Промена смера би се могла извести на два начина. Прво, ако се мења угао нагиба Сунчевог једра према Сунцу или користећи мала крилца на крајевима једра, за нежну промену смера. Друго, може се користити гравитациона сила планете или месеца за скретање свемирског брода.

## Ласерски погон
Већина теоретских студија сматра да би се за погон могао користити и ласерски зрак. То би било повољно, јер би се ласерски зрак могао користити и за кочење летелице, са погодно намештеним огледалом.

## Ограничење Сунчеве једрилице
Сунчеве једрилице не раде добро у орбитама испод 800 км од површине Земље због силе гравитације. Изнад тога добија се мало убрзање и требају месеци да се добије пуна брзина. Сунчеве једрилице морају бити јако велике, а корисни терет мали, па то преставља велики изазов за градитеље свемирских летелица.

## Различите конструкције
Сунчеве једрилице морају имати што мању масу, али се показало да је главни технички проблем спој са носачима и металним ужетом. Конструкцију са највећим односом погонске силе и масе је развио 2007. Ерик Дреклер. Користи рефлективни панел од танког алуминијумског филма (30-100 нм) и напрегнуту конструкцију. Она би требало да ротира са лаганим потиском. Узорци материјала су направљени у лабораторији, али тешко савладава савијања и прегибе.
Досад највећи однос погонске силе и масе је направљен за квадратно Сунчево једро, с јарболима и конопцима на неозраченој страни једра. Обично су 4 јарбола на угловима квадрата, а носач јарбола у средини, затегнут са конопцима. Највећа предност је што нема набораних и врећастих делова једра, и једро штити носаче од Сунца. Зато овај тип може ићи у близини Сунца, где постоји највећи потисак на Сунчево једро.
1970-тих НАСА лабораторија је развила конструкцију са ротирајућим крилима за сусрет халејевој комети. Тежња је да се конструкција учврсти с угаоним импулсом, без потребе за дијагоналама, што смањује масу. Недостатак је што се стварају велика затезна напрезања и преслаби носачи доводе до вибрација, које могу довести до пуцања структуре. Касније је настала варијанта Сунчевог хеликоптера, са пластичним крилцима. Иако конструкција нема бољи однос погонске силе и масе од квадратне конструкције, предност је лакша уградња. НАСА је истраживала и конструкцију са ротирајућим диском. Та конструкција има отворе око 5% од укупне површине.
Метеоролошки институт из Финске је развио електричну Сунчевом ветрењачу, која се потпуно разликује по конструкцији од досадашњих облика. Она има 50-100 дугачких електричних конопа, дугачких око 20 км, који су смештени радијално од центра. [12] Слична идеја је магнетна Сунчева једрилица, која користи Сунчев ветар
Испитивање Сунчевих једрилица у свемиру
Све до 2010. ниједно Сунчево једро није употребљено за погон свемирских летелица. Јапанска свемирска агенција ЈАКСА лансира летелицу ИКАРОС, која је употребила 200 m² полиимидно пробно једро 10. јуна 2010. и летела је 6 месеци до Венере, да би наставила према Сунцу. [

## Коришћење притиска електромагнетског зрачења за контролу положаја
Свемирска летелица Маринер 10, која је летела покрај Меркура и Венере, користили су притисак електромагнетног зрачења за контролу положаја, да би сачувала гориво.
1993. летелица Знамиа 2 је тестирала успешно уградњу Сунчаног једра, на свемирској станици Мир, али није је користила за погон.
1999. Европска свемирска агенција је успешно тестирала уградњу Сунчевог једра у Колну.
2004. јапанска свемирска агенција ИСАС је тестирала уградњу 2 пробна Сунчева једра на висини 122 км, дебљина материјала је била 7,5 μм, али није користила за погон.
2010. НАСА је лансирала малу летелицу НаноСејл-Д2 и успешно је инсталирала Сунчево једро (10 м²) и искористила за погон на кратко време.